# 池田聡
池田 聡（いけだ さとし、1963年7月21日 - ）は、日本のシンガーソングライター・俳優。

## 来歴・活動
栃木県烏山町（現那須烏山市）出身。栃木県立烏山高等学校・日本大学理工学部卒業。身長174cm。
大学時代に友人たちと組んでいたバンドを解散後、ソロ・ボーカリストとしてオーディションの話が舞い込む。オーディション通過後、田辺エージェンシーに所属（後に暖簾分けしたケイダッシュに移籍）。レコード会社はテイチクエンタテインメント（レーベル：現コンチネンタル・スター）。池田をデビューさせるにあたり、田辺エージェンシーの小野沢プロデューサーが同じ事務所に所属する女優の小林麻美とのコラボレーションを提案。当時、アンニュイで都会的な大人の女性として人気を博していた小林と理工学部出身の歌手という異色の組み合わせは注目されると目算。デビュー曲を小林が出演するCMスズキ・アルト（2代目）とタイアップさせ、レコードジャケットは小林が撮影したスタイリッシュな写真を使用して話題を作った。また、池田のステージ衣装も小林がスタイリングを担当した。
1986年8月5日、シングル『モノクローム・ヴィーナス』でデビュー。デビュー曲でありながらCMソングとして使われたことも加えて『ザ・ベストテン』（TBS）に6週ランクインするヒット。このヒットにより出身地の烏山町では町を挙げた盛り上がりをみせたという。デビュー曲以降リリースした楽曲もタイアップされることが多かった。
1987年、日本レコード大賞において3枚目のシングル『濡れた髪のlonely』で金賞を受賞。またデビューアルバムとなった『missing』も優秀アルバム賞を受賞する。
1990年代にも『思い出さない夜はないだろう』（日本テレビ系ドラマ「そのうち結婚する君へ」主題歌）などヒットを飛ばした他、中西圭三・伊秩弘将・吉岡忍とのユニット「ICE BOX」でのシングル『冷たいキス』や、伊勢正三とのユニット『IS』など多くの企画ユニットに参加している。
テレビドラマ「ポケベルが鳴らなくて」（1993年、日本テレビ系）で俳優デビュー。また、趣味から始めたブラジリアン柔術は茶帯を取得している。
2004年、中西圭三、赤崎郁洋と共に「L.O.T.U.S.」を結成。6月14日に、アルバム『FOLKLORE』をリリースした。8月にはデビュー20周年を迎えた。同年10月より、北海道のSTVラジオにて『池田聡のアコースティックウェイブ』放送開始。好評であったため、当初、半年の放送予定が翌年の9月まで延長された。
2006年、東京ハートブレイカーズ公演「アポロ・ボーイズ -THE APOLLO BOYZ-」に出演。劇中で演じた5人組バンド「アポロ・ボーイズ」を共演した曾我泰久、みのすけ、草野とおる、首藤健祐と実際に結成して活動を開始した。
2006年10月29日、アルバム「THE APOLLO BOYZ」をリリース。また、40日間のライブツアーを行い、その模様は2007年12月にDVD「40日間アポロの旅」としてリリース。2008年5月31日、シングル「おんなじこころで/LOVE or PEACE」をリリース。2007年、2008年と2年連続でライブツアーを行った。2008年までにシングル1枚、アルバム4枚、DVD1枚を発表している。
2009年1月7日から12日まで「THE APOLLO BOYZⅡ "Bye Bye SUPERSTAR"」（吉祥寺シアター）に出演した。
2006年秋からは、ギター1本でのソロライブ「ぶらりツアー」を開催している。
2008年10月22日、古巣のテイチクより、2007年冬に自主レーベルより発売されたシングル『雪〜あなたがいてくれたら』が発売された。カップリング曲は安部潤が新たにアレンジした『モノクロームヴィーナス』。沢田知可子とのデュエットソング『愛の歌』。同年10月から「ぶらりツアー」が、福岡、岡山、富山、金沢、札幌、小樽、旭川などで開催。
2017年8月3日、赤坂BLITZにて30周年最後を飾るサマーコンサートを開催。
2018年1月9日、YouTubeチャンネルに『池田聡 公式チャンネル』を開設。
2021年、プロデビュー35周年。
2021年8月11日、池田聡35周年記念シングル第1弾『溺れる魚』（作詞：松井五郎、作・編曲：佐橋佳幸）をリリース。また、同日には汐留BLUEMOODにて“池田聡 レコ発SUMMER CONCERT ミニマム 〜レコーディングメンバーを迎え豪華開催〜”と銘打ったアニバーサリーライブを開催。メンバーは、佐橋佳幸（Gt）、有賀啓雄（Bass）、江川ゲンタ（drum/Perc.）、安部潤（Pf/Key）、宮崎隆睦（Sax/Flute）。

## ディスコグラフィ

### シングル
1. モノクローム・ヴィーナス／砂丘〜ハイヌーンロマンス〜（1986年8月5日）
  - スズキ「ALTO」CMソング
  - テレビ朝日系『PEEK A BOO』エンディングデーマ
2. j.e.a.l.o.u.s.y／哀愛君（1987年1月5日）
  - スズキ「ALTO」CMソング
3. 濡れた髪のLonely／沈黙〜ダンス・ウィズ・ミー・トゥナイト〜（1987年4月21日）※B面曲のみ（Single Version）未CD化
  - スズキ「ALTO」CMソング
4. Before／オクトーバーズ・フェイン（1987年9月1日）
  - スズキ「ALTO」CMソング
5. 月の舟／夕映え〜アフターライト〜（1988年6月21日）
  - 三貴「ブティックJOY」CMソング
6. 恋・後編／終わらないSEASON（1989年5月21日）
7. Kiss／八月の砂（1989年10月11日）
  - テレビ朝日系「いつか行く旅」テーマソング
8. 僕は君じゃない／REAL TIME（1990年8月21日）
9. マリッジ／燃えつきるまで（1991年9月21日）
  - テレビ朝日系「OH!エルくらぶ」テーマソング
10. 79／Kの手帖（池田聡 vs Girl Girl Girl）（1992年5月15日）
  - 「コスモ石油スーパーマグナム」CMソング
11. ヘヴン／堕ちる（Short Version）（1992年10月1日）
12. 悲しみにキリがない／偶然の幸せ（1993年8月21日）
13. 思い出さない夜はないだろう／あなたを愛せるなら（1994年2月2日）
  - 日本テレビ系ドラマ「そのうち結婚する君へ」主題歌
14. 恋人と別れる50の方法／幸せになりたい（1994年9月5日）
  - TBS系「チューボーですよ!」エンディングテーマ
15. 幸福／水に揺れてるモラトリアム（1995年4月29日）
  - TBS系ドラマ「パパは保母さん」主題歌
16. 悪女／わらべうた（1995年4月29日）
17. 君の声が聴こえる／どうにもならない（1996年8月21日）
18. 君の空になりたかった／again（1996年11月21日）
19. Hello／彼女と夏と学術書（1997年2月21日）
20. Colour My World（1998年1月10日）
  - 「夢用絵の具」テーマソング
21. Snow Magic（2003年1月25日）
22. 桜が咲く季節になれば〜吉野山に捧ぐ〜（2005年4月16日）
  - 「桜のシンフォニー」公式テーマソング
23. 雪〜あなたがいてくれたら／幸せになりなさい（2007年11月25日）
24. 雪〜あなたがいてくれたら 2008バージョン／愛の歌（2008年10月22日）
25. ハナノタネ 〜愛の物語／愛の言葉（2010年4月21日）
  - 映画「引き出しの中のラブレター」挿入歌
26. 銀のシルエット／あなたがうれしい（2017年8月3日）
27. 溺れる魚／星あかりのオール／「大切なこと」（2021年8月11日）
28. Impossible／ずっと風のまま／隣の店 feat.中西圭三&叶高（2021年12月19日）

### オリジナル・アルバム
- 1. missing（1986年11月5日）

1. デクレッシェンド（詞：大津あきら　曲：佐藤健　編：清水信之）
2. 倉庫BARにて（詞：松本一起　曲：佐藤健　編：奥慶一）
3. 色あせたBlue（詞：松本一起　曲：亀井登志夫　編：鷺巣詩郎）
4. なにも云わないで～NO APOLOGY～（詞：湯川れい子　曲：タケカワユキヒデ　編：清水信之）
5. 哀愛君（詞：浅野裕子　曲：池田聡　編：鷺巣詩郎）
6. My Jenny（詞：松本一起　曲：佐藤健　編：奥慶一）
7. DIANA（ディアーナ）（詞・曲・編：吉田美奈子）
8. モノクローム・ヴィーナス（詞：松本一起　曲：佐藤健　編：清水信之）
9. Moon Shadow（詞：松本一起　曲：池田聡　編：清水信之）
10. tears（詞：大津あきら　曲：佐藤健　編：清水信之）

- 2. JOY AND PAIN（1987年5月21日）

1. 螺旋パズル（Spiral Puzzle）（詞：川村真澄　曲：池田聡）
2. サイレント・ステップ（Silent Steps）（詞/曲：池田聡）
3. 雨のフォーチュン（Fortunes in the Rain）（詞：川村真澄　曲：タケカワユキヒデ）
4. Kの手帖（Cahier de K）（詞：松井五郎　曲：中崎英也）
5. Night（Night）（詞：松本一起　曲：佐藤健）
6. レクイエム（Requiem）（詞：小林麻美　曲：池田聡　編：吉田美奈子）
7. Unforgettable（Unforgettable）（詞：川村真澄　曲：佐藤健）
8. 微風（Whispering Wind）（詞：松本一起　曲：稗島寿太郎）
9. Moon Shadow (jazz version)（instrumental、曲：池田聡　編：前田憲男）
10. 濡れた髪のLonely（Lonely）（詞：松井五郎　曲：中崎英也）
11. オルフェの後身（Orphe）（詞：川村真澄　曲：佐藤健）
12. センチメートルの涙（Long Distance Tears）（詞：松井五郎　曲：中崎英也）
13. Zone（Zone）（詞：松本一起　曲：佐藤健　編：奥慶一）

（注）LPは2枚組（C面・D面は45回転）で、曲の収録順はCDとは異なる。A面（螺旋パズル、微風、Night、Unforgettableの4曲）、B面（Kの手帖、雨のフォーチュン、濡れた髪のLonely、センチメートルの涙の4曲）、C面（サイレント・ステップ、Moon Shadow (jazz version)、Zoneの3曲）、D面（レクイエム、オルフェの後身の2曲）。
- 3. JE REVIENS avec 'La Rose Noire'（1987年11月29日） - ミニ・アルバム＋ライブ・アルバム
- 4. SILK（1988年9月21日）
- 5. SWIMMER（1989年6月21日）
- 6. 君を忘れない（1990年8月21日）
- 7. WISH（1991年9月21日）
- 8. 至上の愛〜a love Supreme〜（1992年10月21日） - 小西康陽プロデュース
- 9. THE ALBUM（1993年10月21日）
- 10. Re-born（1994年9月26日）
- 11. saturday 11:30 am（1995年10月21日）
- 12. Hello（1997年3月21日）
- 13. Living Music（2002年10月30日）
- 14. song book［note］ - 4曲入りミニ・アルバム「song book」シリーズ第1弾
- 15. song book［rest］ - 「song book」シリーズ第2弾
- 16. trio - 「song book」シリーズ第3弾
- 17. BRABES 1（2019年8月25日） - ミニアルバム
- 18. うたかた（2022年7月21日）

### ベスト・アルバム/コンピレーション・アルバム
1. WHY DO YOU WEEP?（1988年12月16日）
2. Dear friend（1991年11月21日）
3. With Strings（1994年1月21日） - ミニ・アルバム・セルフカバー作品
4. BLACK COLLECTION（1995年4月1日）
5. BLUE COLLECTION（1995年4月1日）
6. RED COLLECTION（1995年4月1日）
7. always and forever I（2003年11月14日） - セルフカバー作品
8. ベスト（2005年8月24日）
9. プレミアムベスト（2010年10月20日）
10. いまさらの恋（2012年10月17日） - 新曲2曲＋セルフカバー作品

### コラボレーション
- 僕を呼ぶ声（2009年3月25日発売、12人のヴァイオリニストのアルバム『i Meets... 12人のヴァイオリニスト』に収録。12人のヴァイオリニスト feat.池田聡名義）
- 愛がそばにあるうちに（2009年11月18日発売、叶正子のアルバム『ザ・デュエット 〜7物語』に収録。叶正子 feat.池田聡名義）
- ハレルヤ（2014年9月10日発売、沢田知可子のアルバム『Sing with Me -episode 1-』に収録。沢田知可子 with 池田聡名義）

### ビデオ
- LOVE IN THE AFTERNOON（1987年4月21日）
- je Reviens（1988年11月29日）
- コンセール（1988年）
- KISS ME（1989年）
- a Love Supreme Ikeda Satoshi in Performance（1993年1月21日）

### DVD
- TIME WALKER（2017年12月23日）

## 楽曲提供

### 作詞
- 吉岡忍
  - 「雫」（作曲：寺岡呼人／1997年7月23日発売アルバム『Stray Cat』に収録）

### 作曲
- 伊東真由美
  - 「La La私」（作詞：松本一起／1988年11月6日発売アルバム『シティ・キャッツ』に収録）
- 大竹しのぶ
  - 「夢の鏡」（作詞：及川眠子／1996年10月19日発売アルバム『SEAN』に収録）
- 叶正子
  - 「愛がそばにあるうちに」（作詞：及川眠子／2009年11月18日発売アルバム『ザ・デュエット〜7物語』に収録）

### 作詞・作曲
- 沢田知可子
  - 「幸せになりなさい」（1998年2月25日発売アルバム『Mature Voice』に収録）

## 出演

### テレビ
- BREAK TV（1999年 - 2012年、Music Japan TV） - パーソナリティ

#### 音楽番組
- ザ・ベストテン（TBS系）
- 歌のトップテン（日本テレビ系）
- 夜のヒットスタジオ（フジテレビ系、1986年12月10日初登場）
- シティポップ・スタジオ（2024年11月10日、BS朝日）

### ラジオ
- 池田聡の感覚図鑑（FM横浜）[1]
- 池田聡のアコースティックウェイブ（2004年10月 - 2005年9月、STVラジオ）
- 夏木ゆたかのホッと歌謡曲「熱唱！麻布台歌謡劇場」（2009年1月15日、ラジオ日本） - ゲスト
- くず哲也のオトナの情報マガジン シーズンIV.「オトナのミュージックタイム」（2011年2月24日、ラジオ日本） - ゲスト
- 池田聡のalways and forever（2013年5月5日　- 、Kiss FM KOBE）

### テレビドラマ
- 土曜グランド劇場（日本テレビ）
  - ポケベルが鳴らなくて（1993年） - 水谷和也 役
  - そのうち結婚する君へ（1994年） - 神野勇吉 役 ※主題歌も担当

### その他
- 文芸社ドラマスペシャル - CMナレーション

## 受賞歴
- 第29回日本レコード大賞（1987年12月31日） - 金賞（大賞ノミネート作品）[2]。優秀アルバム賞[2]。金賞は「濡れた髪のLonely」、優秀アルバム賞は『missing』がそれぞれ受賞した[2]。

## 楽曲をカバーした歌手
- 槇原敬之 - 「月の舟」
- CHEMISTRY - 「月の舟」
- 緑川光 - 「月の舟」
- 稲垣潤一 - 「マリッジ」
- 中西圭三 - 「悲しみにキリがない」
- Acid Black Cherry - 「モノクローム・ヴィーナス」
- グラスホッパー - 広東語カバー「濡れた髪のLonely」（広東語題「Lonely」）、「j.e.a.l.o.u.s.y」（広東語題「妬忌」）、「Night」（広東語題「回來吧」）、「My memories」（広東語題「甜蜜的回憶」）
- ヨリンダ・ヤン - 広東語カバー「月の舟」（広東語題「夢醒時分」）、「僕は君じゃない」（広東語題「從頭開始」）
- プリシラ・チャン - 広東語カバー「濡れた髪のLonely」（広東語題「Lonely」）
- ケネス・チョイ - 広東語カバー「砂丘〜ハイヌーン・ロマンス〜」（広東語題「爲何・如何」）